# Canale artificiale

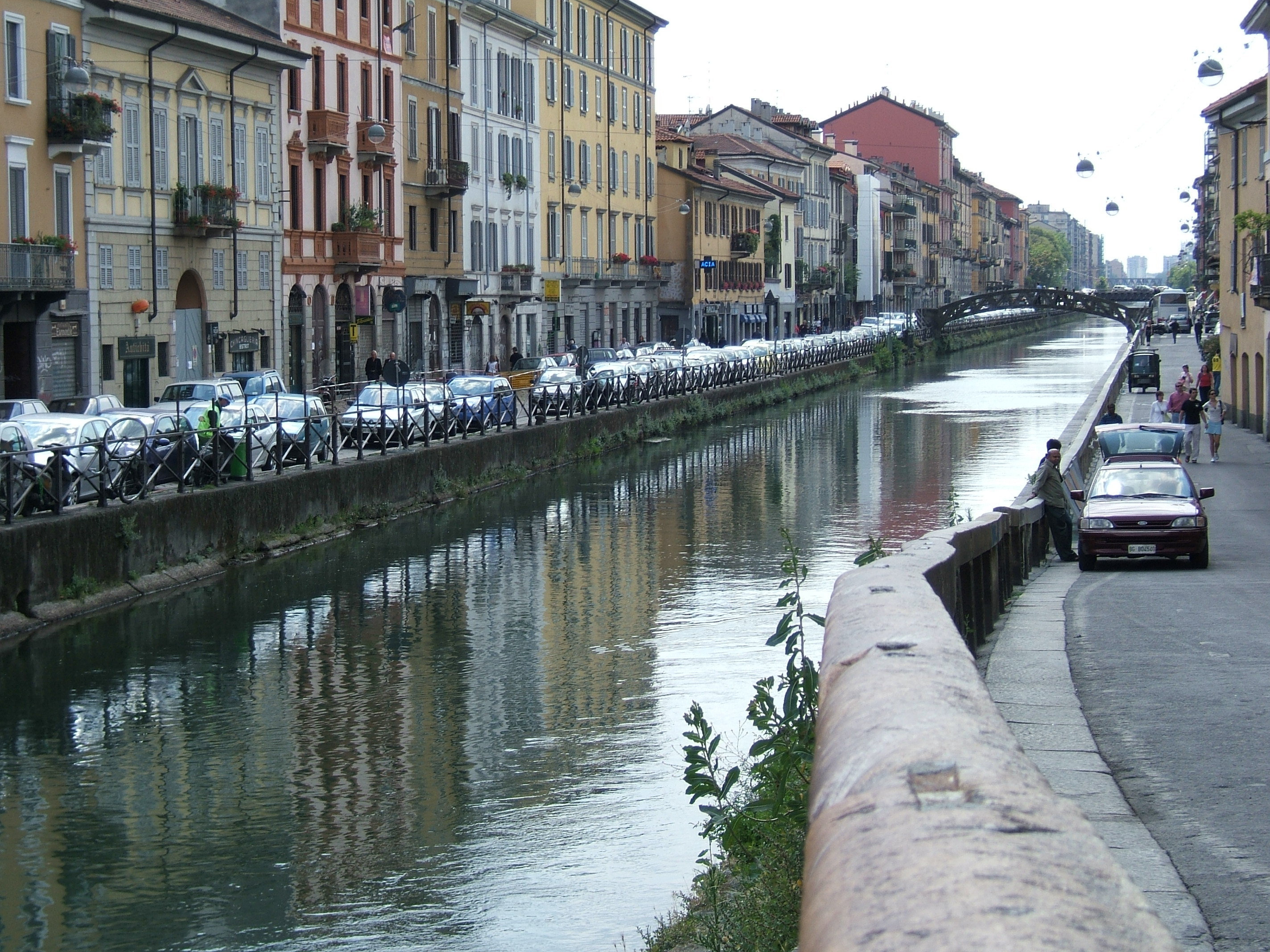
Il Naviglio Grande a Milano

Un canale artificiale (anche detto canale fluviale o più semplicemente canale) è un alveo a pelo libero, almeno in parte opera dell'uomo, in cui scorre dell'acqua generalmente per utilizzi di bonifica, di irrigazione o come via navigabile.

## Descrizione

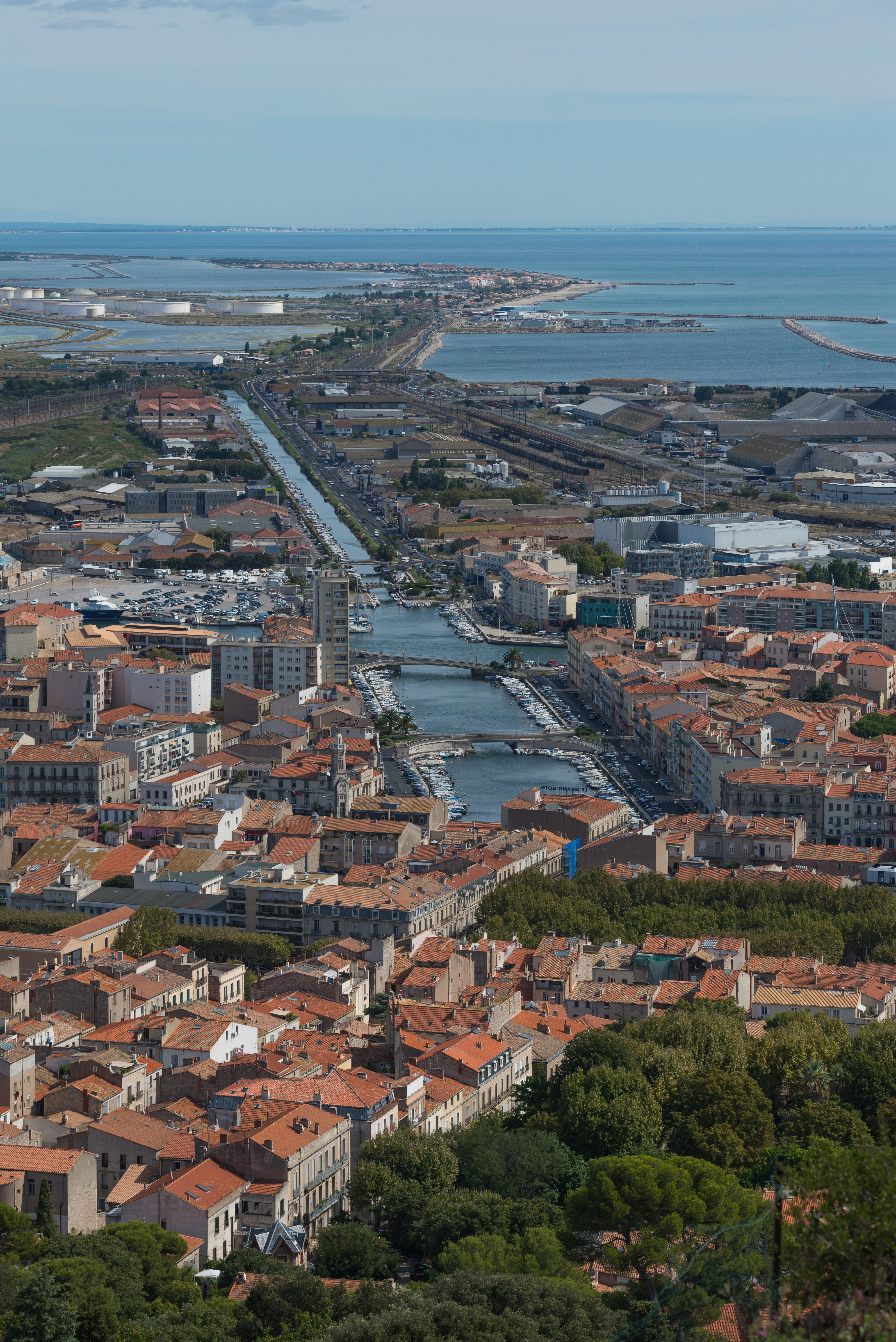
Canal de la Peyrade, Sète, Hérault, Francia.

L'uomo ha usato il canale già da molti secoli, all'inizio soprattutto con lo scopo di modificare i corsi d'acqua al fine di trasportare acqua alle colture e ottenere i primi esempi di irrigazione artificiale, oppure per incanalare l'acqua nei mulini.
Con il tempo l'utilizzo dei canali artificiali si è sviluppato anche nel campo dei trasporti e l'uomo ha dragato fiumi per renderli navigabili, ne ha allargato le sponde fino a consentire passaggi di navi, per giungere anche a creare quasi dal nulla enormi canali per collegare tra loro degli Oceani. In epoca romana si ricordano ad esempio i canali militari come la fossa Drusi o la fossa Corbulonis.
Lo studio del migliore utilizzo dei canali si è sviluppato nel corso dei secoli e molti geni hanno profuso energie nel loro miglioramento: un esempio su tutti è quello di Leonardo da Vinci a cui sembra si debbano diverse idee applicate ai canali che circondano Milano (i famosi Navigli), totalmente artificiali, che collegarono la città con i fiumi Ticino e Adda. Attraverso questi ultimi, indirettamente, si poteva arrivare per via fluviale sino al Lago Maggiore verso nord e, utilizzando il Po, sino al Mar Adriatico verso est. Su questi corsi d'acqua, relativamente piccoli e poco profondi, il trasporto di merci avveniva con barconi dal fondo quasi piatto, le chiatte, su cui venivano caricati in larga misura i materiali da costruzione necessari allo sviluppo urbanistico della città.

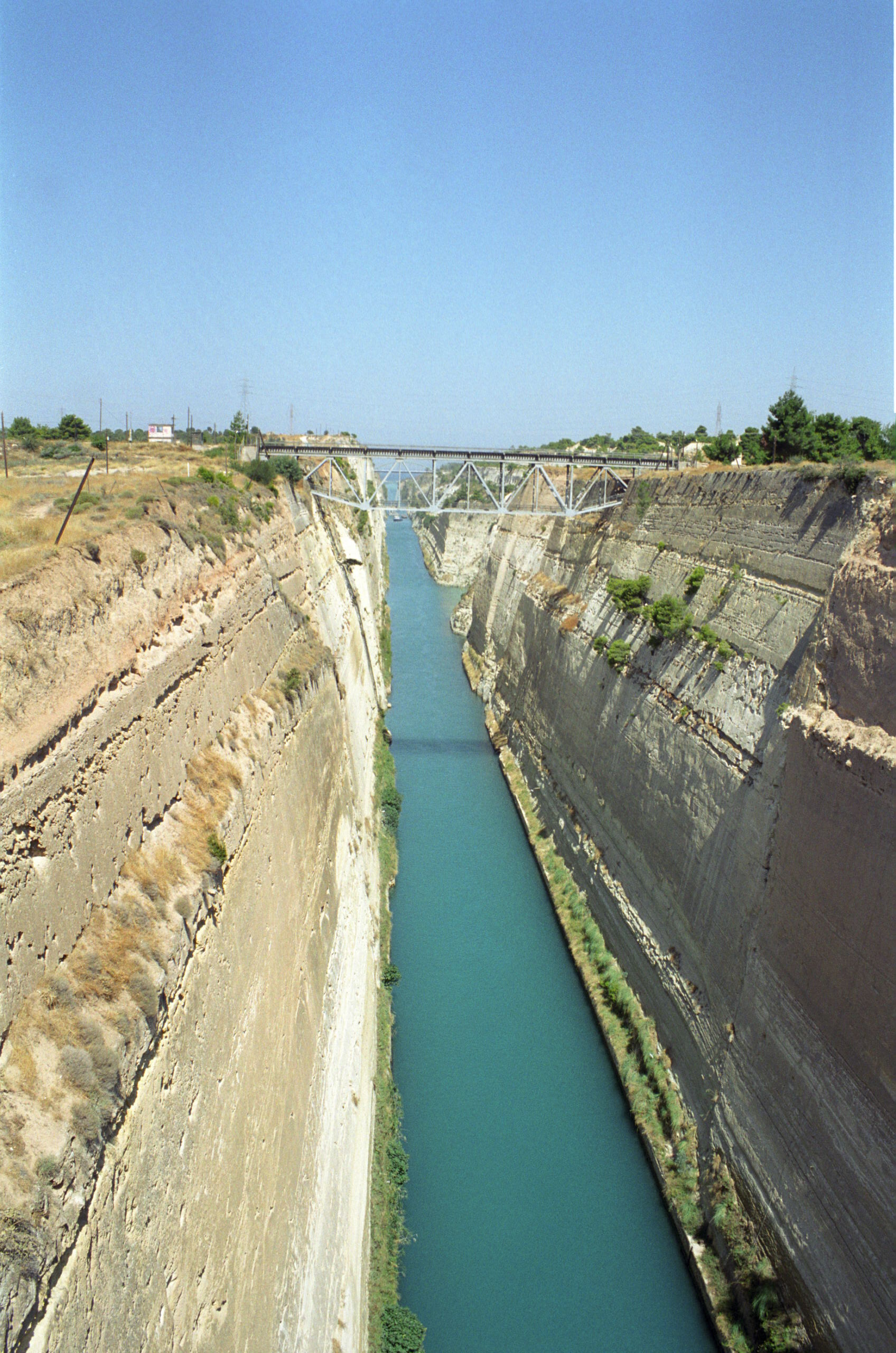
Immagine del Canale di Corinto in Grecia

Tra gli esempi di grossi canali che hanno cambiato in grande parte l'economia di interi continenti vi sono certamente il Canale di Suez e il Canale di Panama. Con l'apertura di queste grandi opere i tempi di trasporto intercontinentali si ridussero drasticamente e segnarono una crescita esponenziale del commercio tra Occidente ed Estremo Oriente.

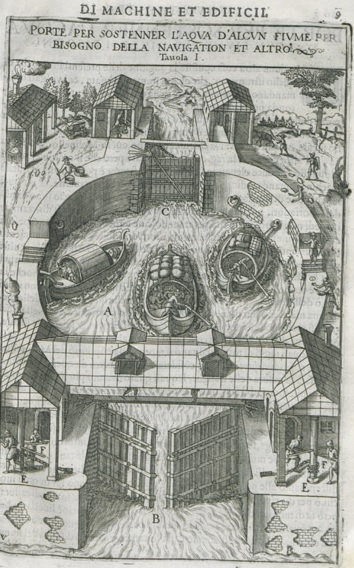
Conca di canale artificiale in una rappresentazione del XVII secolo

Un altro tipo di canale molto caratteristico è quello che consente di navigare all'interno delle città.
Un esempio di canale navigabile è rappresentato dal canale di Taranto: sovrastato nella sua parte centrale dal Ponte Girevole, unisce il Mar Grande al Mar Piccolo, consentendo sia il transito alle piccole imbarcazioni, sia alle navi da guerra di raggiungere il locale Arsenale Militare Marittimo.
Ma l'esempio più eclatante è naturalmente quello di Venezia: pur se anche altre città (ad esempio Amsterdam) possono vantare la presenza di diversi chilometri di vie navigabili, Venezia è l'unico esempio al mondo di città in cui l'unico modo di muoversi è costituito, oltre che dalle vie pedonali, dalle via d'acqua formate dai suoi canali.

## Altri scopi oltre la navigazione
In particolare nelle zone aride del Medio Oriente (l'antica Mesopotamia) e intorno al Mediterraneo, certi canali erano prioritariamente o unicamente dedicati all'irrigazione, al drenaggio e alla regolazione delle piene (canali scolmatori). Più tardi canali e complesse reti di canali sono stati realizzati per il trasporto a lunga distanza di acqua potabile o industriale o per l'evacuazione di acque di eduzione (ad esempio in zone di avvallamenti e sprofondamenti nelle miniere o rabboccamenti di falde)
Più raramente essi possono servire alla produzione di energia elettrica come lungo la Dora Riparia oppure per il raffreddamento nelle centrali termoelettriche (per esempio il canale derivato dal Po per la centrale termoelettrica di Moncalieri).
In un caso almeno si sa di un canale originariamente costruito come linea strategica di difesa militare (il canale di Neufossé, tra Aire-sur-la-Lys e Saint-Omer, nell'Alta Francia).

## Bibliografia

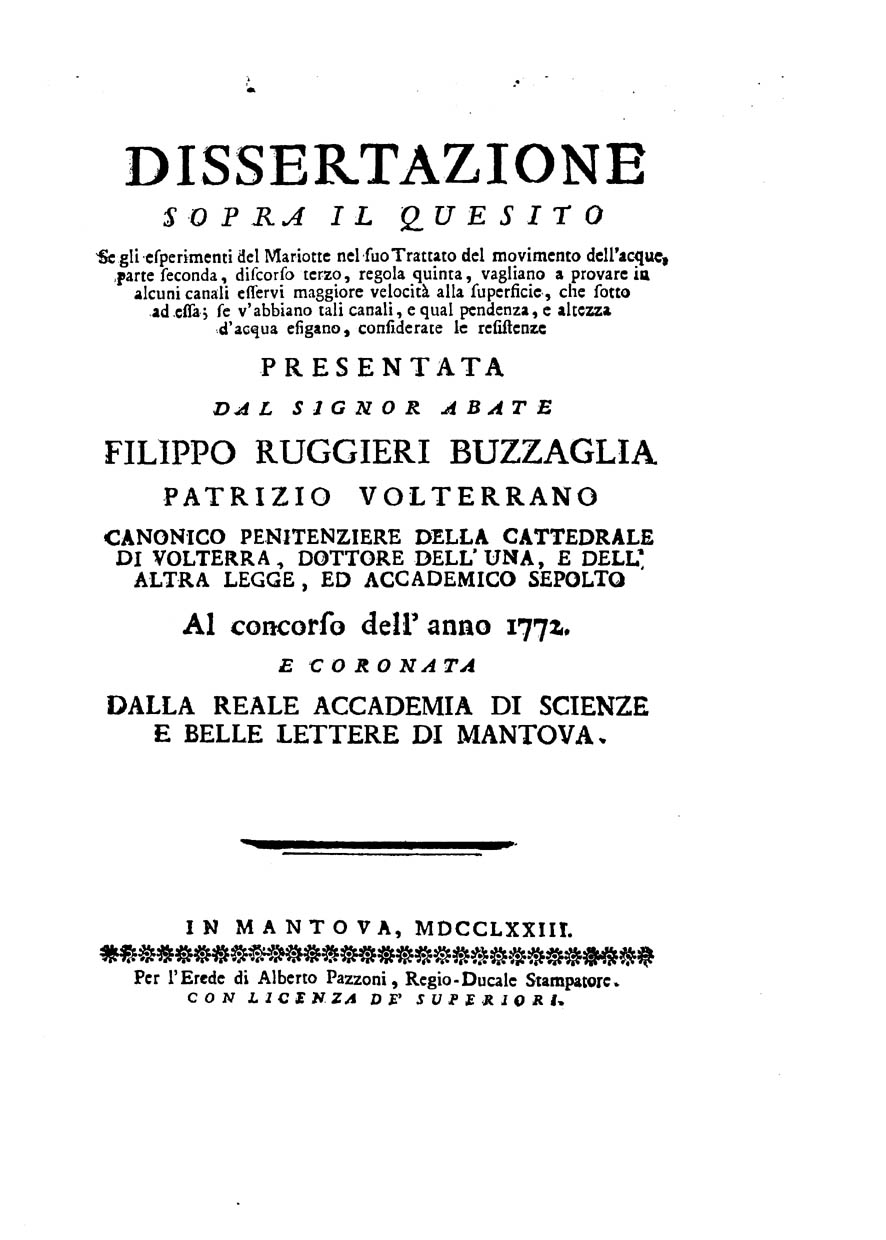
Ruggieri Buzzaglia, Dissertazione... canali esservi maggiore velocità alla superficie, 1773